# Aladağlar
Las montañas Ala Dagh (del turco: Aladağlar ‘montañas coloridas’) o Antitauro (en griego: Αντίταυρος) son una cadena montañosa de la parte meridional de Turquía, la más alta de los montes Tauro que se curvan hacia el noreste desde el núcleo central de los montes Tauro. Quedan en las regiones de Anatolia Central y Mediterráneo, en las provincias de Niğde y Kayseri y algo en Adana. La cadena queda al suroeste de la ciudad de Niğde, capital de la provincia homónima. Su cima más alta se encuentra al sureste de la ciudad de Niğde. El macizo de Ala Dagh fue convertido en un parque nacional en el año 1995.
El Tauro Oriental o Anti-Tauro es la extensión oriental de la sección central de los montes Tauro, que luego se extienden hacia el interior en dos cadenas paralelas llamadas Tauro Oriental Interior (norte) y Tauro Oriental Exterior (sur) que van desde el golfo de İskenderun hasta las estribaciones del lago Van. El río Éufrates nace en la zona situada entre las dos cadenas al norte de Erzurum.
La cumbre más alta es el Demirkazık con 3756 m de altitud. Otras cumbres importantes son el Küçük Demirkazık [Demirkazık menor] (3400 m), el Kaldı (3734 m), el Kızılkaya (3725 m), el Direktaş (3510 m) y el Karanfil Dağ (3059 m). La parte norte es rica en agua, y está formada por suaves cadenas y se les llama «Aladağlar negro». La parte septentrional es más seca y se la llama «Aladağlar blanco». Algunas estribaciones de los Antitauro llegan hasta el mar determinando el perfil rocoso y los acantilados de la costa. 
El Ala Dagh se produjo por la acumulación de enormes depósitos sedimentarios y de limo. La forma actual surgió en el terciario, cuando el paisaje se desdobló. Las Puertas Cilicias quedan en la cadena del Ala Dagh. En turco se le llama Gülek Boğazı («garganta de Gülek»).  
El Ala Dagh está abierto para los montañeros. Fue ascendido por el alemán Georg Kühne en el año 1927. A aproximadamente 3100 m de altitud se encuentra el Yedigöller («siete lagos»), un lugar popular para rutas de varios días.

## Historia
El antiguo geógrafo griego Estrabón escribió que en su época la cumbre nunca estaba libre de nieve y que aquellos pocos que lo ascendían podían ver tanto el mar Negro como el Mediterráneo. Añade dicho autor que el Antitauro «muere en la región de Cataonia».
Alejandro Magno atravesó el Taurus por las Puertas Cilicias del Antitaurus cuando se dirigía a Persia.